# Діспек
Діспек (нім. Diespeck) — громада в Німеччині, розташована в землі Баварія. Підпорядковується адміністративному округу Середня Франконія. Входить до складу району Нойштадт-на-Айші–Бад-Віндсгайм. Центр об'єднання громад Діспек.
Площа — 20,99 км2. Населення становить 3811 ос. (станом на 31 грудня 2020).